# Харпе, Йозеф
Йо́зеф Харпе (нем. Josef Harpe; 21 сентября 1887, Бюр (пригород Гельзенкирхена) — 14 марта 1968, Нюрнберг) — немецкий военачальник, генерал-полковник вермахта во время Второй мировой войны (1944 год). Кавалер Рыцарского креста с Мечами и Дубовыми Листьями. Один из инициаторов создания концлагеря «Озаричи», отличавшегося крайне бесчеловечными условиями содержания узников.

## Начало карьеры
Поступил на военную службу в сентябре 1909 года фанен-юнкером (кандидат в офицеры) в 56-й пехотный полк. В марте 1911 года — произведён в лейтенанты.

## Первая мировая война
В ноябре 1914 — январе 1915 года командовал ротой 56-го пехотного полка. Награждён Железным крестом 2-й степени. С января 1915 по ноябрь 1917 года — полковой адъютант 56-го пехотного полка. С апреля 1915 года — старший лейтенант. Награждён Железным крестом 1-й степени. В январе 1918 года — ранен. Затем служил в штабе 2-й дивизии морской пехоты. С апреля 1918 года — капитан.

## Между мировыми войнами
После войны продолжил службу в рейхсвере. С 1922 года — в автотранспортном батальоне. С февраля 1928 по апрель 1931 года — в военном министерстве в инспекции транспортных войск.
В апреле 1931 года — произведён в майоры и официально уволен с военной службы, поскольку с мая 1931 до октября 1933 года руководил в СССР военным учебным центром в Казани (так называемая школа «Кама», где немецкие инструкторы, формально — бывшие офицеры, обучали советских курсантов использованию боевых машин).
С ноября 1933 года — вновь на военной службе в германской армии, в учебном центре транспортных войск (Цоссен). С августа 1934 года — подполковник.
С октября 1935 года — командир 3-го танкового полка (с января 1937 года — полковник). Участвовал в оккупации Судетской области и Чехии-Моравии, награждён двумя медалями.
С августа 1939 года — командир 1-й танковой бригады.

## Вторая мировая война
Командуя 1-й танковой бригадой, участвовал в Польской кампании. Награждён планками к Железным крестам обеих степеней (повторное награждение). С 30 августа 1940 года — генерал-майор.
В октябре 1940 года принял командование 2-й моторизованной дивизией, которая под его руководством была в январе 1941 года переформирована в 12-ю танковую дивизию.
Во время операции «Барбаросса» 12-я танковая дивизия действовала сначала в составе 57-го мотокорпуса, затем 39-го мотокорпуса 3-й танковой группы группы армий «Центр», участвовала в боях за Минск, затем приняла участие в отражении советского контрудара на Лепель. С середины июля 1941 года сражалась за Рудню и участвовала в Смоленском сражении. 13 августа 1941 года генерал-майор Харпе награждён Рыцарским крестом. 
С сентября 1941 года его 12-я танковая дивизия участвовала в наступлении на Ленинград в составе группы армий «Север». В декабре 1941 года награждён Дубовыми Листьями (№ 55) к Рыцарскому кресту.
В январе 1942 года произведён в генерал-лейтенанты, назначен командующим 41-м танковым корпусом. 1 июня 1942 года произведён в генералы танковых войск.
В феврале 1943 года награждён Золотым немецким крестом, в сентябре 1943 года — Мечами (№ 36) к Рыцарскому кресту с Дубовыми Листьями.
С ноября 1943 года — командующий 9-й армией. В мае 1944 года произведен в генерал-полковники и назначен командующим 4-й танковой армии. В сентябре 1944 года возглавил группу армий «Северная Украина» (переименована в группу армий «А»).
17 января 1945 года снят с должности и отправлен в резерв командования сухопутных сил после прорыва советских войск в ходе Висло-Одерской операции. С 9 марта 1945 года — командующий 5-й танковой армией на Западном фронте, 17 апреля 1945 года — взят в американский плен в ходе Рурской операции. До 14 апреля 1948 года находился в лагере для военнопленных. Умер в Нюрнберге 14 марта 1968 г. в возрасте 80 лет.

## Награды
- Железный крест 2-го класса (21 сентября 1914)[1]
- Железный крест 1-го класса (3 сентября 1915)[1]
- Нагрудный знак «За ранение» чёрный (20 мая 1918)[2]
- Почётный крест Первой мировой войны 1914/1918 с мечами
- Медаль «За выслугу лет в Вермахте» с 4-го по 1-й класс (2 октября 1936)[2]
- Медаль «В память 13 марта 1938 года»
- Медаль «В память 1 октября 1938 года»
- Пряжки к железным крестам 2-го и 1-го класса[2]
- Нагрудный знак «За танковую атаку» в серебре
- Медаль «За зимнюю кампанию на Востоке 1941/42»
- Рыцарский крест Железного креста с дубовыми листьями и мечами[2]
  - рыцарский крест (13 августа 1941)[3]
  - дубовые листья (№ 55) (31 декабря 1941)[3]
  - мечи (№ 36) (15 сентября 1943)[3]
- Немецкий крест в золоте (19 февраля 1943)[4]
- Орден Короны Румынии
- Упоминался в «Вермахтберихт» (1 января 1944)